# Arquidiocese de Florença

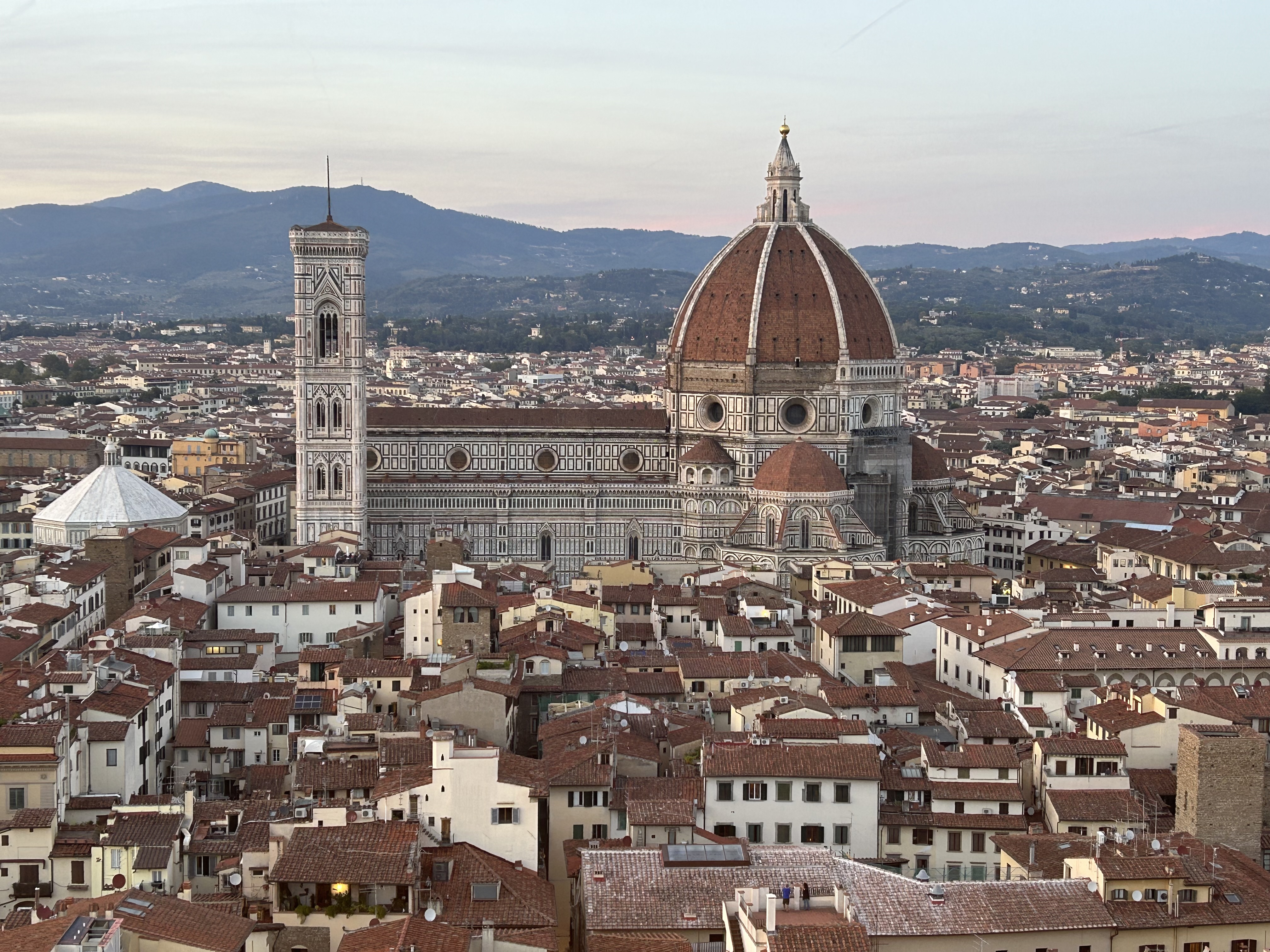
Catedral de Santa Maria del Fiore vista da Torre de Arnolfo

A Arquidiocese de Florença (em latim: Archidiœcesis Florentina; em italiano: Arcidiocesi di Firenze) é uma circunscrição eclesiástica da Igreja Católica Romana na cidade italiana de Florença, pertencente a região eclesiástica da Toscana. Foi criada ainda no século III e elevada a condição de arquidiocese em 1419 pelo Papa Martinho V.

## História

### Era cristã primitiva e início da Idade Média
A evangelização da Florença romana remonta ao século II ou ao início do século III. A lendária tradição consolidada pelos historiadores do século XIV remonta a fundação da Igreja Florentina aos discípulos de São Pedro Apóstolo, São Frontino e São Paulino, também apoiada pela presença dos primeiros mártires, como São Minias e São Crescenzo. Na realidade, essas teorias, embora caras à devoção popular, não têm base histórica e a chegada do cristianismo é geralmente feita para coincidir com a presença, fixa ou ocasional, de mercadores greco-siríacos que viviam na área de Oltrarno, logo após a antecessora da Ponte Vecchio, ao longo da Via Cassia. A evidência mais antiga da epigrafia cristã primitiva em Florença foi encontrada na igreja de Santa Felicita (dedicada a uma mártir oriental, na verdade). O primeiro bispo historicamente atestado é Félix, que em 313 estava em Roma em um sínodo convocado pelo Papa Milcíades.
Uma afirmação mais ampla do cristianismo ocorreu no final do século IV. Em 393, Santo Ambrósio foi hóspede em Florença e, durante a consagração da igreja de São Lourenço, o doutor da igreja proferiu a famosa homilia da Exhortatio virginitatis. Após sua partida, ao santo milanês também foi atribuída a vitória contra os bárbaros de Radagaisus (406), ocorrida no dia de Santa Reparata, que desde então se tornou, segundo a tradição, a protetora da cidade. Com o bispo San Zanobi ocorreu a primeira organização efetiva da diocese, que já contava com diversas igrejas fora dos muros da cidade da época: além das já mencionadas Santa Felicita e San Lorenzo e a recém-iniciada Santa Reparata, a futura catedral. Alguns historiadores medievais argumentaram que San Giovanni também havia sido uma igreja cristã primitiva, mas essa crença foi refutada depois que escavações arqueológicas confirmaram sua origem no século XII, com fundações bem acima da camada romana tardia. Os bizantinos e os lombardos, nos séculos seguintes, acrescentaram as igrejas de Sant'Apollinare e San Ruffillo. Outras igrejas foram fundadas posteriormente no período carolíngio e o próprio Carlos Magno concedeu alguns privilégios ao clero florentino, embora o que é relatado em uma placa tardia na igreja dos Santos Apóstolos que menciona a presença do soberano francês na fundação da igreja não seja historicamente válido.
A disseminação das ordens monásticas foi caracterizada em Florença por estruturas bastante provincianas em comparação com outras partes da Itália, pelo menos até a fundação da Badia Florentina por iniciativa de Willa e seu filho Ugo II de Tuscia em 978. Nos séculos imediatamente anteriores, o bispo de Florença viu sua autoridade e presença no território aumentarem, de modo que, no limiar do ano 1000, ele detinha a primazia econômica e política na cidade, coletando dízimos, tendo castelos e bosques em um amplo raio de território e enviando podestàs para as cidades vizinhas.

### Idade Média tardia
Em 1013, o bispo Ildebrando fundou San Miniato al Monte, com o mosteiro anexo ocupado primeiro pelos beneditinos cluniacenos e depois pelos olivetanos. Os cistercienses também tinham seu próprio mosteiro em Badia a Settimo.
O bispo Gerard da Borgonha foi o primeiro prelado florentino a se tornar papa, com o nome de Nicolau II, mas nem sua presença nem as reformas tentadas pelo Papa Vitor II conseguiram conter a simonia e o concubinato desenfreados do clero. Então San Giovanni Gualberto e a ordem Vallombrosana fundada por ele se levantaram e em 1060, em um confronto épico perto da igreja de San Salvi, conseguiram derrotar o bispo Pietro Mezzabarba e iniciar uma cruzada contra a corrupção na cidade.
O crescimento da importância de Florença durante o século XII também correspondeu ao desenvolvimento da diocese e ao crescimento da importância da figura do bispo: a riqueza de igrejas e mosteiros também está documentada nas ilustrações do Codice Rustici.
O século XIII viu a chegada das ordens mendicantes: primeiro São Francisco de Assis e os Franciscanos (1217), depois os Dominicanos (1219), seguidos pelos Agostinianos, Carmelitas, Humilados e Silvestres que se organizaram com suas igrejas, futuras basílicas, em um círculo ao redor dos muros. Eles lutaram contra heresias (como a dos Patarini) e apoiaram a população em uma época de verdadeiro "boom" demográfico, com um crescimento populacional constante devido ao fluxo contínuo de pessoas do campo. Além disso, quando a economia da cidade começou a prosperar, ao lado dos muito ricos, surgiram os pobres e os muito pobres dos assalariados e os artesãos mais humildes. Nesse período surgiram as companhias de Bigallo, Laudi e, tradicionalmente baseadas na obra de São Pedro Mártir, a Misericórdia. O clero recebeu uma escola de formação e um abrigo na Companhia de Jesus Peregrino.
Em 1233, a ordem dos Servos de Maria nasceu em Florença pelos Sete Santos Fundadores, que se estabeleceram no local da futura basílica da Santissima Annunziata. Em 1294, Florença havia adquirido uma riqueza que a colocava entre as principais cidades europeias e podia se dar ao luxo de decidir começar a trabalhar em uma nova e grandiosa catedral dedicada a Maria e que representaria seu status e poder: a futura Santa Maria del Fiore, para cuja construção Santa Reparata foi demolida. Foi durante esse período que Dante, embora exilado por razões políticas, escreveu um monumento ao cristianismo, a "Divina Comédia". A Peste Negra representou apenas uma crise temporária para a cidade, após a qual ela se recuperou rapidamente: seu florim estava entre as moedas mais valiosas nos mercados europeus.
Entre 1375 e 1378, a cidade se posicionou abertamente contra o Papa Gregório XI na chamada Guerra dos Oito Santos, o que lhe rendeu uma excomunhão de oito anos e a imposição de pesados impostos ao clero pelo município. Após o conflito, pouco depois de Niccolò Acciaiuoli fundar a Certosa de Florença, o Cardeal Pietro Corsini obteve inúmeros privilégios para si e para Florença. Em 10 de maio de 1419, seu parente Amerigo Corsini obteve a elevação à arquidiocese durante a longa presença na cidade (cerca de um ano e meio) do Papa Martinho V. No mesmo ano, Baldassarre Cossa, antigo antipapa João XXIII, chegou à cidade, protegido por Giovanni di Bicci de' Medici, e passou os últimos meses de sua vida em Florença.

### O Renascimento
Graças ao poder nascente dos Médici, em 1439 Cosimo, o Velho, obteve a transferência do Concílio de Ferrara para Florença, onde realizou sua fase final na presença do Papa Eugênio IV, do Imperador João VII Paleólogo e do Patriarca de Constantinopla, além de numerosos bispos e prelados da Igreja Latina e Grega, entre os quais se destacou o Cardeal Basílio Bessarione. Durante esse período, também foi realizado um importante trabalho de reforma e racionalização do clero, das instituições monásticas e da organização geral da diocese florentina. O Colégio Eugeniano foi fundado pelo Papa, uma escola para clérigos que desempenhou um papel de liderança na história religiosa da cidade nos séculos seguintes. Foi também na primeira metade do século XV que Florença redescobriu sua paixão pela bibliofilia e nasceram bibliotecas de prestígio como a Laurenziana e a do Cabido dos Cônegos de Santa Maria del Fiore.
Graças à família Médici, a igreja de San Lorenzo tornou-se quase uma segunda catedral da cidade, enriquecida não apenas pela magnífica arquitetura de Filippo Brunelleschi, mas também por seu próprio capítulo, grande e riquíssimo. Graças ao patrocínio de Cosimo, o Velho, Florença também teve um convento com espaços organizados em estilo moderno e vanguardista, o de San Marco, obra de Michelozzo, onde Beato Angelico também trabalhou intensamente. Foi como resultado de lutas políticas entre famílias que foi necessário estabelecer a Compagnia dei Buonomini di San Martino para ajudar os pobres "verghognosi", isto é, famílias outrora ricas que caíram em desgraça. Esta foi apenas uma das obras de reforma desejadas pelo grande arcebispo Santo Antonino Pierozzi, homem de cultura que soube trazer à diocese o espírito racional e ordenador do humanismo, antecipando algumas disposições do Concílio de Trento. Outra instituição que nasceu com um espírito semelhante foi o Spedale degli Innocenti, a primeira instituição dedicada exclusivamente a ajudar crianças na Europa.
A figura de Savonarola foi a que mais influenciou, para o bem ou para o mal, a espiritualidade e a sociedade florentina no final do século XV.
Até então a arquidiocese tinha Fiesole e Pistoia como dioceses sufragâneas. Em 1460, a igreja colegiada de Santo Stefano di Prato se separou e foi declarada provostura nullius, enquanto Sansepolcro (1520) e San Miniato (1526) foram adicionadas posteriormente. Grande esplendor foi derramado sobre Florença e suas igrejas durante a era dos papas Médici (Leão X e Clemente VII), embora tenham sido anos difíceis devido às batalhas que ensanguentaram a Itália. Os anos do Grão-Ducado, além do contraste entre Cosimo I e o arcebispo Antonio Altoviti (nascido por razões políticas na família Altoviti), que foi se curando com o tempo, foram bastante calmos e garantiram a Florença um período digno de paz, embora uma crise econômica já estivesse se instalando no início do século XVII, o que levou a uma redução de sua importância no tabuleiro de xadrez europeu.

### Séculos XVII e XVIII
Nenhuma das congregações previstas pelo Concílio de Trento nasceu em Florença, mas logo chegaram lá os Jesuítas, os Barnabitas, os Escolápios e os Capuchinhos. O grande reformador da Roma papal, São Filipe Néri, nasceu em Florença. O testemunho e a mística trinitária de Santa Maria Madalena de Pazzi tiveram grande importância para a vida espiritual da cidade no século XVII. O Beato Ippolito Galantini foi outro exemplo de espiritualidade e assistência social, fundando a irmandade Vanchetoni. Dois papas florentinos foram Urbano VIII (Barberini) e Clemente XII (Corsini).
O Arcebispo Tommaso Bonaventura della Gherardesca fundou o seminário maior em 1712, ao qual se juntou, a partir de 1802, o seminário de Firenzuola, especializado na preparação do clero das localidades montanhosas, e, a partir de 1859, o Convitto della Calza.
No século XVIII, também se fez sentir fortemente a onda do jansenismo, que em Florença, sob o impulso da reforma do próprio Grão-Duque Pietro Leopoldo, se manifestou com uma série de supressões de igrejas e mosteiros que culminaram com a aplicação das leis napoleônicas de 1808. A veia reformista de Pietro Leopoldo, muito moderno sim, mas às vezes também inescrupuloso, foi digna de oposição pela atividade do Arcebispo Antonio Martini, que em mais de uma ocasião soube fazer frente aos abusos dos Grão-Duques. Por detrás das secularizações, havia também, obviamente, interesses económicos significativos: o orçamento do Grão-Ducado de 1737-38, por exemplo, apresentava o rendimento do Estado em cerca de 335.000 escudos, contra 1.758.000 para os eclesiásticos, com uma população religiosa equivalente a cerca de 3% do total  .
Em 11 de maio de 1784, em virtude da breve Exponi Nobis do Papa Pio VI, a arquidiocese adquiriu a paróquia de Santa Lucia a Trespiano da diocese de Fiesole e ao mesmo tempo cedeu a ela a paróquia de San Martino a Mensola. No mesmo período, a arquidiocese adquiriu o arcebispado de Piancaldoli e a reitoria de Castiglioncelli, que pertenciam à diocese de Imola.

### A era contemporânea
Em 25 de março de 1799, Florença foi invadida pelos franceses. A chamada Ocupação Francesa da arquidiocese se manifestou na nomeação de um bispo francês, Antoine-Eustache d'Osmond, que foi combatido pelos florentinos e pelo Papa Pio VII, que era prisioneiro de Napoleão. Por fim, os franceses impuseram sua decisão, mas logo após a restauração eles voltaram atrás. O arcebispo Pier Francesco Morali teve a difícil tarefa de curar as divergências entre os apoiadores pró-França e pró-Papa após o fim dos conflitos.
Durante o período em que Florença foi capital (1865-1871), Giovacchino Limberti foi arcebispo e, de repente, se viu em uma posição de grande destaque em nível nacional. Se sua obra pastoral e caritativa foi notável, o mesmo não se pode dizer de sua atuação política: perseguido pela Maçonaria, foi chamado, por exemplo, a defender Pio IX e o poder temporal do Papa após a Rompimento de Porta Pia contra o governo italiano, e tentou manter uma posição conciliatória que desagradou a ambas as partes.
Sob o episcopado de Alfonso Maria Mistrangelo (1899 - 1930), a Ação Católica teve sua primeira sede estável em Florença. Grande conforto à população em tempos difíceis como a Segunda Guerra Mundial e a enchente em Florença foi dado pelos arcebispos da época: respectivamente o benemérito Cardeal Elia Dalla Costa e o Cardeal Ermenegildo Florit.

## Cronologia dos arcebispos e bispos-auxiliares do século XX
Arcebispos recentes:
| #                   | Nome                                | Período    | Notas                                                  |
| Arcebispos          | Arcebispos                          | Arcebispos | Arcebispos                                             |
| ------------------- | ----------------------------------- | ---------- | ------------------------------------------------------ |
|                     | Gherardo Gambelli                   | 2024-      | Atual                                                  |
|                     | Giuseppe Cardeal Betori             | 2008–2024  | Arcebispo emérito                                      |
|                     | Ennio Cardeal Antonelli             | 2001–2008  | Nomeado Prefeito do Pontifício Conselho para a Família |
|                     | Silvano Cardeal Piovanelli †        | 1983–2001  |                                                        |
|                     | Giovanni Cardeal Benelli †          | 1977–1982  |                                                        |
|                     | Ermenegildo Cardeal Florit †        | 1962–1977  |                                                        |
|                     | Elia Cardeal Dalla Costa †          | 1931-1961  |                                                        |
|                     | Alfonso Cardeal Mistrange, Sch.P. † | 1899–1930  |                                                        |
|                     | Agostino Cardeal Bausa, O.P. †      | 1889-1899  |                                                        |
| Arcebispo-coadjutor |                                     |            |                                                        |
|                     | Ermenegildo Florit †                | 1954-1962  |                                                        |
| Bispos auxiliares   |                                     |            |                                                        |
|                     | Claudio Maniago                     | 2003-2014  | Nomeado Bispo de Castellaneta                          |
|                     | Silvano Piovanelli                  | 1982-1983  | Elevado a Arcebispo                                    |
|                     | Giovanni Bianchi                    | 1964-1977  | Nomeado Bispo de Pescia                                |
|                     | Gioacchino Bonardi                  | 1928-1941  |                                                        |
|                     | Antonio Ravagli                     | 1970-1981  |                                                        |